# オウゴンオニクワガタ属
オウゴンオニクワガタ属 (オウゴンオニクワガタぞく、Allotopus) は、昆虫綱甲虫目クワガタムシ科に属する分類群。オオゴンオニクワガタともよく呼ばれるが、由来の「黄金」からすると「オウゴンオニクワガタ」の方が正しい。

## 特徴
マレー半島からジャワ島、カリマンタン島、スマトラ島にかけて、いわゆる元「大スンダ大陸」に生息する。ミャンマーに分布する亜種も知られている。
体色は名前の通り金色である。湿った土の中など湿度の高い環境においてはこの金色は黒ずむ。大アゴはオニクワガタ属に似るが、本属の方が大型になる。「キンオニクワガタ」はこの属ではない。
1900年代はノコギリクワガタ属に分類されていたが、これはセリコルニスノコギリクワガタやその亜種と体型が似ていたからである。

## 種類
2原種5亜種存在する。オスの大顎の形状で見分けることでどちらの原種か分かる。オウゴンオニクワガタでは外側に向かって開くように反るが、モーレンカンプオウゴンオニクワガタでは湾曲は見られず、直線的な形状である。
オウゴンオニクワガタ Allotopus rosenbergi (Vollenhoven, 1872)
インドネシア（ジャワ島）に生息する。
1900年代はノコギリクワガタ属に分類されていた。
愛好家達の間ではモーレンカンプオウゴンオニクワガタと区別するためにローゼンベルグオウゴンオニクワガタまたはローゼンと呼ばれることが多い。
輸入解禁から2010年頃はモセリと同様に広く輸入・流通されていた。近年では流通数が減少傾向にあるが、オウゴンオニクワガタ属の代表として図鑑や書籍に掲載されることも多く、ババが主流になっている現在でも根強い愛好家が多い。
現地では養殖も盛んに行われており、日本に輸入されるオウゴンオニクワガタの殆どが養殖である。
モーレンカンプオウゴンオニクワガタA. moellenkampi (Fruhstorfer, 1894)
マレー半島、インドネシア（ボルネオ島、スマトラ島）及びミャンマーに生息する。
以下の4亜種存在する
原名亜種 A. M. morllenkanpi
スマトラ島に生息、このため一部の図鑑ではスマトラオウゴンオニクワガタという名称で記載されることもある。
体色は艶消しで少し銀色かかっていることが多い。モセリと比較して、頭部は小さく、前胸が幅広く、大顎も短い。
また、フルストファーとは前胸背板がザラついていないことで見分けられる。
モセリオウゴンオニクワガタ A. M. moseri(Möllenkamp, 1906)
マレー半島に生息、オウゴンオニクワガタ属の中で最も大型化する。この種をモーレンカンプオウゴンオニクワガタと記載する図鑑や書籍もある。
かつてはローゼンベルグと共に日本で輸入・飼育が盛んであったが、難易度が高く、ババの方が飼育環境下では大型化しやすい為、近年での流通数は減少傾向にある。
ババオウゴンオニクワガタ A. M. babai(Mizunuma, 1994)
ミャンマーのタニンダーリ州(旧テナセリウム)の限られた地域に生息、オウゴンオニクワガタ属の中で最も美しいとされており、人気も高い。モーレンカンプの亜種の中では最も金色に近い体色をしており、モセリと比較して大顎もやや外股を向き、翅にも光沢がある点が特徴。
現在オウゴンオニクワガタ属の中では最も流通数が多く、飼育環境下では天然のモセリを超える大型個体も発生する。しかし、本亜種に分類される個体が極端に限られた地域にしか棲んでいないため現在本亜種として流通している飼育個体が本当にババなのかと疑問の声も出ている。
フルストファーオウゴンオニクワガタ A. M. fruhstoferi(Nagel, 1925)
ボルネオ島(カリマンタン島)に生息する。オウゴンオニクワガタ属の中では最も小型。図鑑や書籍ではフルストルファオウゴンオニクワガタと記載されることもある。
全体的にずんぐりむっくりしており、モーレンカンプ原名亜種に似るが、前胸背板がザラついており、体色も原名亜種よりもくすんだような色味をしている。
原名亜種よりも太短い印象を受け、大型個体は体高が出る。
標高の高い場所に採れ、採集できる数が少ないため、飼育下繁殖された流通個体も出回りにくい。飼育下繁殖もかなりの難易度を誇るためオウゴンオニクワガタ属の中では最も希少種である。そのため市場では繁殖個体ペアで平均で10万円前後、採取個体ペアでは20万円以上と高額で取引される。
個体差ではあるが、マレーシア領北ボルネオとインドネシア領南カリマンタンで色が異なっており、北ボルネオ個体のオスは全胸は点刻が大きく、メスは黒っぽくなる。南カリマンタンの個体はやや銀色がかった艶消しの金色である。ここでの区分は学術上亜種分けは行われておらず、稀ではあるが北ボルネオの個体をフルストファーとし、南カリマンタンの個体をモーレンカンプボルネオ島亜種と記載する図鑑や書籍もある。

## 交雑問題
モーレンカンプオウゴンオニクワガタ亜種のモセリ・ババでしばし見受けられる問題で、2024年現在最も主流なオウゴンオニクワガタであるババオウゴンオニクワガタは、ミャンマーの限られた地域にしか生息していない。また、モセリオウゴンオニクワガタと生息地が非常に近いことから、自然界若しくは人為的にモセリとババが交雑している可能性がしばし指摘される。
見分け方が存在するが、その両方の特徴を持った野外個体が採取されたり、またババの生息地域でモセリに酷似した個体が採取される等詳しいことがよく分かっておらず、モセリとババは同種で生息地域の差では無いか？との声も上がっている。

## 人間との関わり
その金色の見た目からほぼ必ずといっていいほどカブトムシ・クワガタムシ系の図鑑に写真付きで掲載され、子供から大人まで広く認知されている。
日本では、1999年11月24日の輸入解禁に伴い、2種の原種が許可された。
かつては何に卵を産むのか、幼虫が何を食べるのかといったことが解明されておらず、そのため大変飼育が難しいとされていたが、愛好家によって霊芝材（マンネンタケの菌糸を植えつけ育成させた木材）やカワラタケ系の菌糸ビンの有効性が発見された。それでも独自研究の域で留まっており、確立はされていなかった。
2010年代はオウゴンオニクワガタ・モセリオウゴンオニクワガタの2種の天然ないしブリード個体が広く流通していたが、ある程度は解明されていたものの確立とまではいかず、繁殖が難しい種と思われていた。しかし、ババオウゴンオニクワガタが流通されはじめ比較的簡単にブリードさせることが可能という事が判明して以降はババが主流となり、2023年現在ではオウゴンオニクワガタの飼育=ババオウゴンオニクワガタの飼育というぐらい広く認知されている。
それでも分かっていることが少なく、原種であるモーレンカンプやモセリで同様の産卵セットを仕掛けても振るわないことが多い。特にフルストファーはこの傾向が強く、元々の希少性やシビアな温度管理もあり生態飼育ですら今なお困難を極めている。